# Силина (Верх-Иньвенское сельское поселение)
Силина — деревня в Кудымкарском районе Пермского края. Входила в состав Верх-Иньвенского сельского поселения. Располагается западнее от города Кудымкара. Расстояние до районного центра составляет 19 км. По данным Всероссийской переписи населения 2010 года, в деревне проживало 2 мужчины.

## История
По данным на 1 июля 1963 года, в деревне проживало 202 человека. Населённый пункт входил в состав Верх-Иньвенского сельсовета.